# 圣日耳曼代尚
圣日耳曼德尚（法語：Saint-Germain-des-Champs，法語發音：[sɛ̃ ʒɛʁmɛ̃ de ʃɑ̃]）是法国勃艮第-弗朗什-孔泰大区约讷省的一个市镇，属于阿瓦隆区。

## 地理
圣日耳曼德尚（47°24'38"N, 3°55'18"E）面积35.92 平方千米，位于法国勃艮第-弗朗什-孔泰大區约讷省，该省份为法国中北部内陆省份，西接卢瓦雷省，西北接塞纳-马恩省，南至涅夫勒省，东临科多尔省，东北与奥布省接壤。
与圣日耳曼德尚接壤的市镇（或旧市镇、城区）包括：马里尼莱格利斯、圣安德烈昂莫尔旺、阿瓦隆、屈尔河畔沙特吕、伊斯朗、马尼、卡雷莱通布、圣布朗谢。
圣日耳曼德尚的时区为UTC+01:00、UTC+02:00（夏令时）。

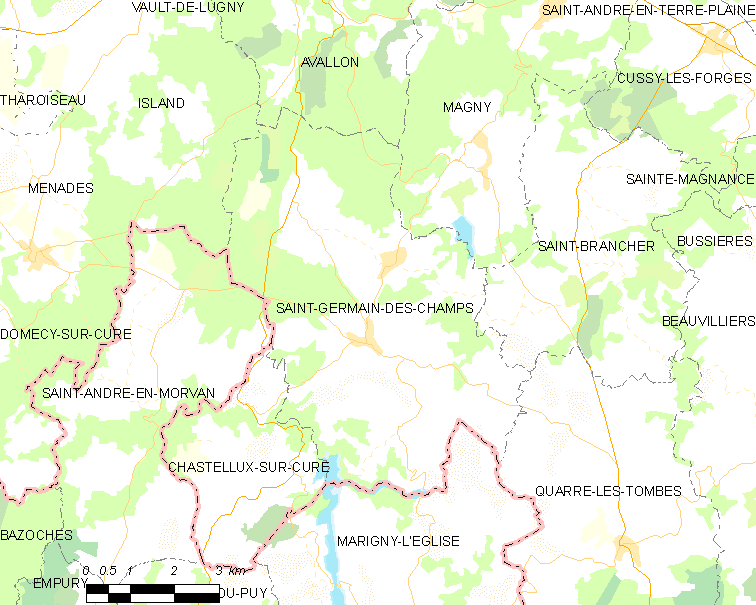
圣日耳曼德尚的OSM定位图

## 行政
圣日耳曼德尚的邮政编码为89630，INSEE市镇编码为89347。

## 政治
圣日耳曼德尚所属的省级选区为阿瓦隆县。

## 人口

1962-2008年间圣日耳曼德尚人口变化图示

圣日耳曼德尚于2022年1月1日时的人口数量为344人。